# Science
Science («Са́йенс», з англ. — «Наука») — науковий журнал, який вважається одним з найпрестижніших для публікації результатів досліджень з усіх галузей науки. Журнал публікується видавництвом Американська асоціація сприяння розвитку науки (AAAS).
Коефіцієнт впливовості (імпакт-фактор) журналу (5-річний), згідно з Web of Science, у 2023 році становив 54.5.
Існує велика конкуренція серед науковців щоб мати можливість опублікувати свої результати в Science. Статті спочатку проходять рецензування і лише менше ніж 10 % поданих статей з'являються в журналі. Адміністрація журналу базується у Вашингтоні (США) та в Кембриджі (Англія).